# 張璁

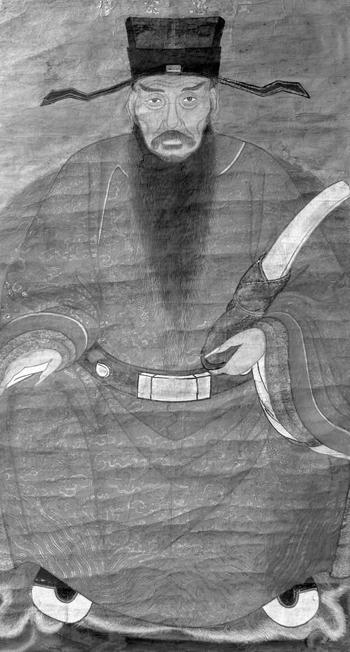
張璁

張 璁（ちょう そう、成化11年（1475年） - 嘉靖18年（1538年））は、明の政治家。字は秉用。号は羅峰。嘉靖11年（1531年）に嘉靖帝から孚敬（ふけい）の名と茂恭の字を賜った。温州府永嘉県の人。

## 経歴
弘治11年（1498年）に郷試に及第するが、進士となったのは正徳16年（1521年）で既に47歳になっていた。ところが、この年に発生した大礼の議において、新帝の嘉靖帝の意見を支持する上奏を行ったところ、帝に気に入られて翰林院学士に抜擢される。嘉靖5年（1425年）に兵部右侍郎に任じられて当時問題となっていた「李福達の獄」と呼ばれる事件の取り調べに功績があった。
嘉靖6年（1526年）に礼部尚書に昇進して内閣入りして大礼の議の記録集である『明倫大典』の編纂を行い、後に吏部尚書となる。当初は嘉靖帝より内閣首輔である楊一清と協力して政務を行うように命じられたが、両者は対立、嘉靖8年（1528年）には一度は引退を迫られるも霍韜による楊一清への弾劾が認められて楊一清が失脚すると、一転して内閣首輔に任ぜられた。しかし、嘉靖帝の意向による礼制改革の際に嘉靖帝の意向に沿った上奏を行った夏言が重用されて台頭すると、危機感を抱いて夏言が嘉靖帝を追い落とそうとしていると讒言して却って工作していた事実が発覚して嘉靖10年（1530年）に辞任に追い込まれた。それでも、嘉靖帝の右腕的存在として信任が厚く、以後も復帰と致仕を繰り返して、嘉靖11年（1531年）には嘉靖帝の諱である「厚熜」に通じる「璁」に代わる孚敬の名を賜り、嘉靖12年（1532年）には太子大師に任ぜられ、最終的な引退は嘉靖14年（1534年）のことであった。